# آیلند بردز
آیلند بردز (به انگلیسی: Island Birds) یک شرکت هواپیمایی است. این شرکت هواپیمایی به سان خوآن، سنت توماس، جزایر ویرجین ایالات متحده آمریکا، سینت مارتن، آنتیگوا، Tortola, ویرجین گوردا و Anegada، پرواز مستقیم انجام می‌دهد.